# Dirge of Cerberus: Final Fantasy VII
Dirge of Cerberus: Final Fantasy VII (ダージュ オブ ケルベロス -ファイナルファンタジーVII, Dāju obu Keruberosu -Fainaru Fantajī Sebun-) é um jogo eletrônico RPG de ação e tiro em terceira pessoa desenvolvido e publicado pela Square Enix em 2006 para o Playstation 2. Ele faz parte da subsérie Compilation of Final Fantasy VII, uma coleção multimídia que se passa no mesmo universo do jogo Final Fantasy VII. Dirge of Cerberus se passa três anos após os eventos do jogo original e se foca no personagem Vincent Valentine. Na história, Vincent vira alvo de uma misteriosa organização que planeja enfraquecer uma criatura conhecida como Omega para poder destruir o planeta.
A equipe de desenvolvimento teve vários problemas durante a produção já que este era o primeiro jogo de tiro da série Final Fantasy, com o produtor Yoshinori Kitase adicionando elementos de RPG a fim de deixar o título mais divertido para os fãs tradicionais da série. Dirge of Cerberus foi inicialmente lançado no Japão em janeiro de 2006, chegando no ocidente na metade do ano com vários elementos de jogabilidade modificados para deixá-lo mais atraente. Apesar de ter vendido 1,5 milhões de cópias mundialmente, o jogo foi recebido de forma mista pela crítica.